# Сёррейса
Сёррейса (норв. Sørreisa) — коммуна в губернии Тромс в Норвегии. Административный центр коммуны — город Сёррейса. Официальный язык коммуны — нейтральный. Население коммуны на 2007 год составляло 3312 чел. Площадь коммуны Сёррейса — 362,98 км², код-идентификатор — 1925.

## История населения коммуны
Население коммуны за последние 60 лет.

Статистика коммуны Сёррейса